# 496 Gryphia
496 Gryphia este un asteroid din centura principală, descoperit pe 25 octombrie 1902, de Max Wolf.